# نادي شباب الساقية الحمراء
 نادي شباب الساقية الحمراء  هو نادٍ رياضي مغربي. يمارس في دوري الدرجة الثالتة المغربي من مدينة العيون، تأسس سنة 1977. يرتدي اللونين الأزرق والأصفر .